# Homeomería
Una homeomería (del griego koiné: ὁμοιομέρεια [homoioméreia] ‘ὅμοια μέρεια’‘igual parte’) es toda parte elemental igual al conjunto que con otras partes conforma, en donde el todo compuesto por las partes es similar a las partes más elementales e indivisibles de la materia. Un metal como el oro, por ejemplo, se divide en partes que siguen siendo oro.

## Origen del término
Dentro del atomismo, una de las corrientes filosóficas que circulaban durante el siglo V a. C. en la antigua Grecia, el concepto de homeomería, literalmente «igualdad de partes», fue acuñado por Anaxágoras para explicar su doctrina de la pluralidad infinita de realidades materiales cualitativamente distintas. Plutarco menciona que el filósofo distinguía la inteligencia ordenadora del resto de los materiales ordenados por ella: mientras que por ésta se reconoce una diversidad cualitativa de partes, los materiales mismos son homeomerías, compuestos por partes que no se distinguen cualitativamente del todo que componen. Anaxágoras también se propone ampliar las reflexiones en torno a aquellas “semillas” (spermata [σπέρματα], como las llamaba Anaxágoras).
Según lo aclara Murray Bookchin, en su libro titulado La Ecología de la Libertad, el surgimiento y la disolución de la jerarquía, las homeomerías, de hecho, “suponen una sofisticación filosófica de una visión más primitiva en la que la sustancia de la tierra es la tierra misma, con sus minerales, flora, y fauna”.
El término es utilizado en la filosofía de la naturaleza por varios autores de la antigüedad. Así, es un término utilizado por Aristóteles:

En la cosmología aristotélica el término ὁμοιομερής posee
un sentido preciso y se refiere a los cuerpos mixtos o compuestos más rudimentarios que resultan de la combinación de los cuatro elementos —agua, tierra, aire y fuego— de acuerdo con una determinada proporción. Aristóteles considera como ὁμοιομεη los metales, la madera, el hueso, la carne, la médula, la sangre, etc., que ocupan un lugar intermedio entre los cuerpos simples y los “anhomeoméricos” (ἀνομοιομερής) como los órganos de los vivientes, que se componen a su vez de diferentes homeómeros.